# Qixing Dao (öar i Kina)
Qixing Dao (kinesiska: Ch’i-hsing Yü, Ch’i-hsing Tao) är öar i Kina.   De ligger i provinsen Zhejiang, i den östra delen av landet, omkring 360 kilometer söder om provinshuvudstaden Hangzhou.